# Friday (canción de Rebecca Black)
«Friday» —en español: «Viernes»— es una canción escrita por Clarence Jey y Patrice Wilson e interpretada por Rebecca Black, una cantante nacida en 1997 en Anaheim Hills, California. Fue lanzado como sencillo el 10 de febrero de 2011, y luego, se estrenó en la tienda virtual iTunes el 14 de marzo de 2011. «Friday» fue producida por ARK Music Factory, una compañía propiedad de Jey y Wilson.
Comenzando el viernes 11 de marzo de 2011, las reproducciones del video musical de «Friday» en YouTube saltaron de 3.000 a más de 18.000.000 en una semana, convirtiéndolo en un fenómeno de Internet. El repentino incremento de las reproducciones se le atribuye al blog Tosh.0, donde Mike Pomranz publicó un artículo titulado Songwriting isn't for everyone ('La composición musical no es para todos'). Desde que la popularidad del video creció, se han subido a Internet numerosas parodias y remezclas. La revista Forbes declaró que la notoriedad de la canción es otra señal del poder de las redes sociales —específicamente Twitter, Facebook y Tumblr— en la creación de sensaciones inmediatas.
El 12 de junio de 2011, la cantante Katy Perry lanzó a través de Twitter el vídeo de su canción «Last friday night (T.G.I.F.)», en el cual Rebecca Black hace un cameo. Cinco días después, el vídeo de «Friday» fue retirado de YouTube debido a una infracción de derechos de autor reclamada por Rebecca Black. De acuerdo con sus representantes, la compañía ARK Music Factory había comenzado a cobrar US$2,99 por cada reproducción del vídeo. El número de visitas contaba 167.705.735 en ese entonces. El 29 de julio de 2011, el canal de YouTube VEVOSME subió nuevamente el videoclip oficial de «Friday». Después de eso, Rebecca creó una cuenta personal en YouTube para lanzar «My Moment» y subió de nuevo el vídeo de «Friday» el 16 de septiembre de 2011, el cual actualmente cuenta con más de 128.000.000 de visitas. En diciembre de 2011, la compañía Google publicó su informe con los términos más buscados por los usuarios de Internet en los últimos doce meses, donde Rebecca Black se ubicó en el primer lugar a nivel mundial.

## Antecedentes
En una entrevista con The Daily Beast, la madre de Black, Georgina Kelly, recordó cuando una compañera de la escuela de Rebecca le contó sobre ARK Music Factory, un sello discográfico ubicado en Los Ángeles que permitía a jóvenes cantantes ganar experiencia en la industria musical al permitirles grabar una canción a cambio de una pequeña cuota. Kelly le pagó a ARK Music la suma de 2.000 US $ por un paquete que incluía una canción a elección de entre dos piezas previamente escritas. Fue la propia Rebecca quien escogió «Friday», argumentando que el otro tema era acerca del amor adulto, algo que ella aún no había experimentado.
ARK Music gestó la producción del video musical y, además, usó el programa computacional Auto-Tune para corregir el tono de la voz de Rebecca. Kelly tenía dudas sobre la calidad de la letra de la canción, pero su hija le dijo que la había interpretado tal como estaba escrita. El coescritor y productor de «Friday», Clarence Jey, señaló: «El concepto que sentimos es de haber cruzado un montón de barreras, de lo mejor o lo peor».

## Estilo
En una reseña para la revista Rolling Stone, el escritor Matthew Perpetua señaló que la voz de Rebecca tiene una tonalidad peculiar que, sin querer, destaca lo absurdo de las robóticas y repetitivas letras pop. El crítico notó también que el sonido no es completamente agradable para el oído, pero destacó que Black, a la larga, termina sonando como una cantante distinta con una seductora forma de anticarisma.

## Vídeo musical
El video de la canción fue dirigido por Chris Lowe e Ian Hotchkiss. El concepto está basado en un típico día viernes de Rebecca Black. Ella se levanta de la cama y luego va a la escuela, encontrándose con sus amigos en el camino. La historia luego se concentra en la noche, mientras Black y sus amigos van en un descapotable hacia una fiesta. Patrice Wilson hace una aparición hacia el final de la canción, interpretando una breve secuencia de rap mientras conduce un auto.
Las imágenes fueron grabadas en enero de 2011 en la casa del padre de Rebecca. Los extras que participan son los propios amigos y familiares de la cantante. El vídeo fue subido al sitio YouTube el 10 de febrero de 2011. El 22 de abril del mismo año, su contador de visitas marcaba más de 117.000.000.

## Recepción crítica
La canción recibió críticas completamente negativas. Algunos la consideraron como la peor canción de la historia. Algunos especialistas la han llamado «extraña», «inepta» e «hilarantemente espantosa». Rebecca Black y su canción fueron atacadas en las redes sociales de Internet, llegando a convertirse en el “hazmerreír” de YouTube. Otra crítica importante que ha recibido «Friday» es el excesivo uso del software Auto-Tune.
Kevin Rutherford, columnista de la revista Billboard, señaló: «El video de Black para "Friday" es una de esas raras ocurrencias donde incluso los críticos más experimentados de la cultura de Internet no saben por dónde comenzar. Desde el canto salido directamente del infierno del Auto-Tune hasta frases como "Mañana es sábado/Y el domingo viene después/No quiero que termine este fin de semana", y un rap cómicamente malo sobre adelantar buses escolares, "Friday" es algo que simplemente debe ser visto y escuchado para apreciarlo completamente».
Otros críticos se concentraron en la letra de la canción, la cual fue descrita, por ejemplo, como «demasiado simple y repetitiva» por la revista TNT. Jim Edwards, de BNET, y Doug Cross, de CNN, consideraron que la secuencia de rap interpretada por un artista considerablemente mayor era algo «increíblemente espeluznante».

## Listas de popularidad
A pesar de las malas críticas, «Friday» debutó en la posición 72 de la lista Billboard Hot 100 durante la semana del 23 de marzo de 2011. En la tabla Billboard Canadian Hot 100 debutó en el puesto 88, mientras que en las descargas digitales de la misma revista la canción se ubicó en el número 57 por registrar treinta y siete mil descargas vendidas. El día 31 de marzo alcanzó la posición 1 de Heatseekers Songs de Billboard.
En Nueva Zelanda, la asociación RIANZ ubicó la canción en el puesto 33 de su lista cuando ingresó al conteo el 21 de marzo de 2011.

## Otras versiones
- El 19 de marzo de 2011, Bart Baker parodiado por la canción «Friday», quien interpretar como Rebecca Black.
- El 1 de abril de 2011, «Friday» fue interpretada por Stephen Colbert, Jimmy Fallon, Taylor Hicks y The Roots en Late Night with Jimmy Fallon.[29][30]

- La canción también fue interpretada en vivo por Nick Jonas,[31] Katy Perry y Justin Bieber.[32][33]

- «Friday» fue versionada en la segunda temporada de la serie televisiva Glee —específicamente en el capítulo «Prom Queen», emitido en Estados Unidos el 10 de mayo de 2011— por los personajes Artie, Sam y Puck.

- Una de las parodias más conocidas ocurrió en WrestleMania 27, donde el luchador profesional Zack Ryder cantó «Friday» ante el rapero Snoop Dogg, siendo atacado por el WWE Hall of Famer, Roddy "Rowdy" Piper mientras Ryder la cantaba.

- En un episodio de Annoying Orange se hace una parodia cambiando «Friday» por «Fryday» (haciendo referencia a las papas fritas).

- El 10 de febrero de 2021, con motivo del 10° aniversario de la canción, se lanzó un remix oficial en estilo hyperpop, el cual incluía la colaboración de los artistas Dorian Electra, Big Freedia y 3OH!3.